# Domfront (Oise)
Domfront – miejscowość i gmina we Francji, w regionie Hauts-de-France, w departamencie Oise.
Według danych na rok 1990 gminę zamieszkiwało 287 osób, a gęstość zaludnienia wynosiła 104 osoby/km² (wśród 2293 gmin Pikardii Domfront plasuje się na 712. miejscu pod względem liczby ludności, natomiast pod względem powierzchni na miejscu 1076.).